# Клиторийцы
Клитори́́йцы (др.-греч. Κλειτόριοι) — древнегреческий народ, живший в Клиторе (Аркадия), ныне дер. Клитурас. Входили в Ахейский союз как народ, живший в хорошо укреплённом городе в местности, со всех сторон замкнутой горами. Упоминаются Плутархом, Павсанием и Ксенофонтом. Полибий хвалит клиторийцев за любовь к свободе и благородство.